# Moen (Troms)
Pour les articles homonymes, voir Moen.
Moen est une localité du comté de Troms, en Norvège.

## Géographie
Administrativement, Moen fait partie de la kommune de Målselv.